# The Leaders
The Leaders er en moderne jazzgruppe dannet i 1985 af Lester Bowie og Arthur Blythe og Chico Freeman. Gruppen bestod ligeledes af Kirk Lightsey, Famoudou Don Moye og Cecil Mcbee.
Gruppen indspillede tre plader i 1980´erne, og rytmesektionen Moye, Mcbee og Lightsey en enkelt plade uden de tre blæsere.
Gruppen blev opløst i 1990´erne, men gendannet igen i 2007 med gengangerne Chico Freeman og Cecil Mcbee men med Billy Hart på trommer, Eddie Henderson på trompet, Bobby Watson på kontrabas og Fred Harris på klaver. Denne gruppe indspillede kun en enkelt plade hvorefter den igen blev opløst.
The Leaders spiller en bred blanding af jazz der strækker sig fra hardbop stil til avantgarde stil.

## Diskografi
- Mudfoot – 1986
- Out Here Like This – 1987
- Unforseen Blessings – 1988
- Spirits Alike – 2007

### som rytmesektions trio
- Heaven Dance – 1988